# Тітенко Володимир Олегович
Володи́мир Оле́гович Тіте́нко (18 січня 1974 — 29 серпня 2014) — старший сержант 40-го батальйону територіальної оборони «Кривбас» Збройних сил України, учасник російсько-української війни.

## Життєпис
Народився 1974 року в місті Кривий Ріг. 1993 року закінчив Тернівський індустріальний технікум.
Мобілізований 18 травня 2014-го, стрілець-помічник гранатометника, 40-й батальйон територіальної оборони «Кривбас».
Загинув при виході колони з Іловайська «гуманітарним коридором», який був обстріляний російськими військами по дорозі з села Новокатеринівка до хутора Горбатенко. 3 вересня 2014-го тіло Володимира Тітенка разом з тілами 96 інших загиблих у Іловайському котлі привезено до дніпропетровського моргу.
Упізнаний родиною та бойовими побратимами.
Похований у місті Кривий Ріг, Алея Слави.
Без батька лишилась донька Ліана.

## Нагороди та вшанування
За особисту мужність і героїзм, виявлені у захисті державного суверенітету та територіальної цілісності України, вірність військовій присязі під час російсько-української війни, відзначений — нагороджений
- 15 травня 2015 року — орденом «За мужність» III ступеня (посмертно)[2]
- медаллю «За жертовність і любов до Батьківщини»
- нагрудним знаком Криворізької міськради «За Заслуги перед містом» ІІІ ступеня,
- відзнакою 40-го батальйону «Мужність. Честь. Закон.» (посмертно)
- Іловайський Хрест (посмертно)
- в Тернівському індустріальному технікумі відкрито пам'ятну дошку випускнику Володимиру Тітенку
- Його портрет розміщений на меморіалі «Стіна пам'яті полеглих за Україну» у Києві: секція 3, ряд 2, місце 34
- Вшановується 29 серпня на щоденному ранковому церемоніалі вшанування українських захисників, які загинули цього дня у різні роки внаслідок російської збройної агресії[3]